# Stone Cold Sober (canção)
"Stone Cold Sober" é a canção de estreia da cantora britânica Paloma Faith, presente no álbum Do You Want the Truth or Something Beautiful?, lançado em 2009.

## Videoclipe
O videoclipe para a canção foi dirigido pela renomada diretora britânica Sophie Muller.

## Lista de faixas
Download digital
| N.º | Título             | Duração |  |
| 1.  | "Stone Cold Sober" | 2:56    |  |
| 2.  | "I Just Wait"      | 4:48    |  |

## Posições nas paradas musicais
| Parada (2009)                                  | Melhor posição |
| ---------------------------------------------- | -------------- |
| Austrália (ARIA Physical Singles Chart)        | 45             |
| Países Baixos (Single Top 100)                 | 84             |
| O campo songid é OBRIGATÓRIO PARA PARADA ALEMÃ | 70             |
| Nova Zelândia (Recorded Music NZ)              | 30             |
| Escócia (Official Charts Company)              | 10             |
| Suíça (Schweizer Hitparade)                    | 36             |
| Reino Unido (UK Singles Chart)                 | 17             |

## Histórico de lançamento
| Região      | Data                   |
| ----------- | ---------------------- |
| Reino Unido | 15 de junho de 2009    |
| Alemanha    | 11 de setembro de 2009 |